# Jerzy Pasiński
Jerzy Witold Pasiński (ur. 18 kwietnia 1947 w Bydgoszczy, zm. 4 marca 2025 w Gdańsku) – polski działacz państwowy, inżynier mechanik i menedżer, doktor nauk technicznych, w latach 1989–1990 prezydent Gdańska.

## Życiorys
Syn pracowników umysłowych Brunona i Anny z domu Piechowskiej. W 1966 ukończył Technikum Mechaniczno-Elektryczne w Bydgoszczy, zaś w 1972 został absolwentem Wydziału Budowy Maszyn Politechniki Gdańskiej. Kształcił się także na kursach menedżerskich m.in. w Gdańskiej Fundacji Kształcenia Menedżerów i Francuskim Instytucie Zarządzania w Warszawie. Od ukończenia studiów do 1989 pracownik naukowy i adiunkt na macierzystym wydziale, w 1985 obronił doktorat w dziedzinie mechaniki-trybologii. Pomiędzy 1988 a 1989 zatrudniony w Instytucie Maszyn Przepływowych Polskiej Akademii Nauk. Autor 12 patentów oraz publikacji w dziedzinie mechaniki i trybologii, brał udział w projektowaniu automatów i maszyny do badania olejów.
W 1968 wstąpił do Polskiej Zjednoczonej Partii Robotniczej w Gdańsku. Pomiędzy 1979 a 1990 był wiceprzewodniczącym i przewodniczącym Rady Centralnego Związku Spółdzielni Budownictwa Mieszkaniowego. W latach 1984–1990 radny Miejskiej Rady Narodowej w Gdańsku dwóch kadencji. Od 23 listopada 1989 do 10 lipca 1990 sprawował funkcję prezydenta miasta. Podczas jego kadencji doszło m.in. do zajęcia budynku KW PZPR w Gdańsku przez protestujących.
W latach 1990–1991 dyrektor generalny Gdańskiej Izby Prywatnego Przemysłu i Handlu, następnie w latach 1994–1996 prezes Gdańskiej Izby Gospodarczej, ponadto od 1996 do 1998 wiceprezes Pomorskiej Izby Przemysłowo-Handlowej. W 1991 pracował jako dyrektor handlowy PPH Marżal, następnie do 1999 prezes Międzynarodowych Targów Gdańskich, a od 1999 do 2002 zastępca prezesa Gdańskiego Towarzystwa Budownictwa Społecznego. W kolejnych latach prezes i dyrektor naczelny spółki Rudoport z grupy ArcelorMittal Poland, był również pełnomocnikiem marszałka województwa pomorskiego ds. innowacji (1999–2000) oraz zastępcą kierownika Urzędu do Spraw Kombatantów i Osób Represjonowanych (2003). Działał także w trójmiejskim oddziale Rotary International, zasiadał w licznych radach nadzorczych (m.in. Elany Toruń). W 2012 przeszedł na emeryturę.

## Życie prywatne
Od 1975 był żonaty z Danielą, miał troje dzieci. Wyróżniony m.in. medalem z okazji stulecia niepodległości przyznanym przez prezydenta Gdańska (2018).